# Kinabureau

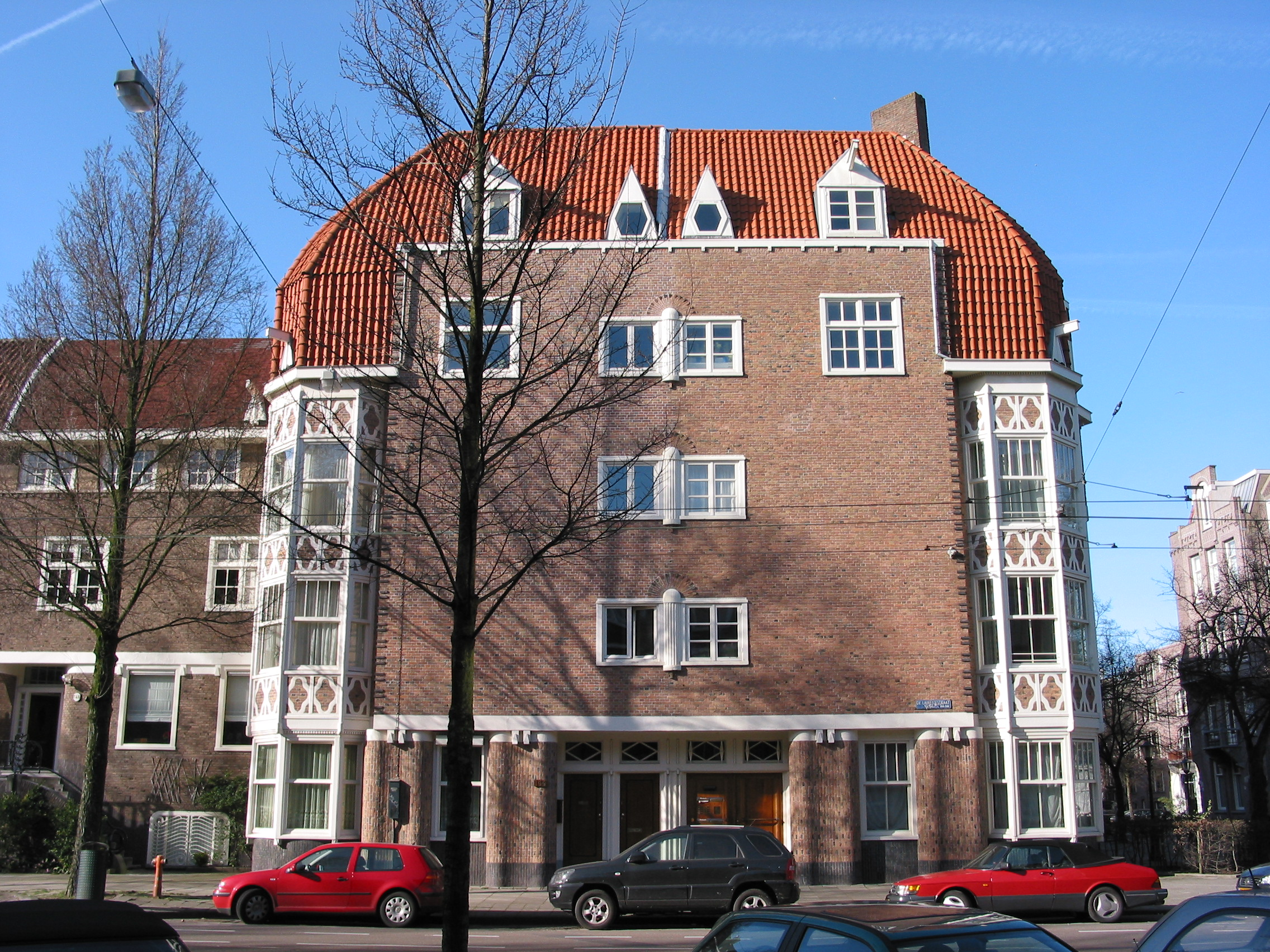
De Lairessestraat 142, waar het Kinabureau later was gevestigd.

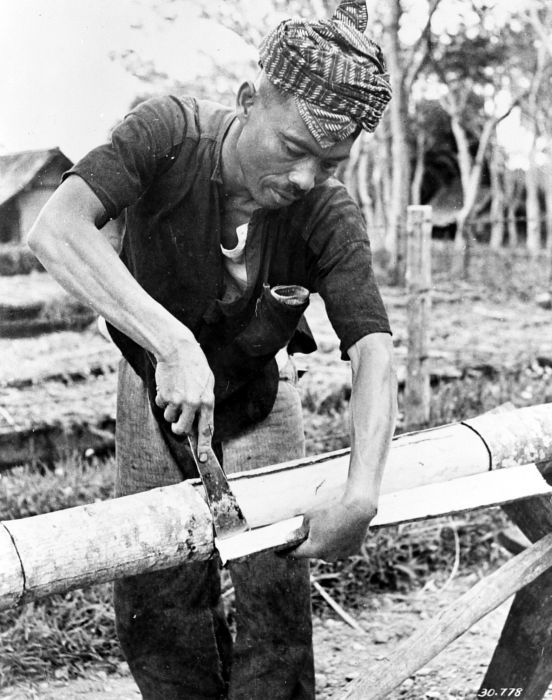
Het afhalen van de kinabast op de Nederlands-Indische plantage Tjinjiroean (Cinyiruan).

Het Kinabureau (ook Kina-bureau) was een Nederlandse organisatie die de handel in kinabast reguleerde, opgericht in 1913 en gevestigd in de Nederlandse hoofdstad Amsterdam. Kinabast was vooral van belang voor de productie van kinine, in die tijd zo ongeveer het enige effectieve middel tegen malaria. Het Kinabureau was onderdeel van een kartel van producenten van kinabast en kinine. Zo'n 90% van de kinabast werd in het toenmalige Nederlands-Indië geproduceerd, vooral op de hoogvlakte van Pengalengan bij Bandoeng. Het overgrote deel van de kinaproducenten was bij de organisatie aangesloten, en zij waren verplicht al hun kinabast aan het Bureau te leveren, tegen door het Bureau vastgestelde prijzen. Daarmee was er feitelijk sprake van een Nederlands-Indisch monopolie op de productie van geneesmiddelen tegen malaria. 
Het Kinabureau voerde de zogeheten Kina-overeenkomsten uit, meerjarige overeenkomsten waarin producenten van kinabast en fabrikanten die hier kinine van maakten, afspraken maakten over de productie en de prijzen. Doel hiervan was het tegengaan van prijsschommelingen die eerder tot te grote onzekerheid hadden geleid. Herhaaldelijk werd in de internationale pers tegen dit kartel geageerd: men zou de productie opzettelijk beperken om kunstmatig hoge prijzen te handhaven, tot nadeel van de met name Zuid-Europese landen die met uitbraken van malaria kampten. Daar tegenover werd van Nederlands-Indische zijde door dr. M.J.G.M. Kerbosch (directeur van de overheids-kinaplantage Tjinjiroean) betoogd dat de geëiste hogere productie nooit effectief zou kunnen worden afgezet, zolang nationale regeringen hun infrastructuur voor de verspreiding van de kinine onder de bevolking ('kininisatie') niet op orde hadden.
In 1939 werd ca. 7000 ton kinabast en 180 ton kinine uit Nederlands-Indië uitgevoerd.
Tijdens de Tweede Wereldoorlog was Nederlands-Indië door Japan bezet en werd er van daaruit geen kinabast of kinine naar het Westen uitgevoerd. De kinaplantages werden wel intact gehouden door de Japanners, omdat zij de kinine zelf ook nodig hadden. In een poging het wegvallen van de aanvoer op te vangen werden er onder meer in Belgisch-Congo plantages opgezet, en na de oorlog probeerde het Kinabureau een gezamenlijke regeling op te zetten met de Congolese plantages, wat echter mislukte door de instabiele situatie in de Congo. In 1957 werden de plantages in (het inmiddels van Nederland onafhankelijke) Indonesië genationaliseerd, waardoor de betekenis van het Kinabureau nog kleiner werd.
Het belang van de kinaproductie en het Kinabureau daalde ook door de ontwikkeling van nieuwe, synthetische geneesmiddelen. Reeds in 1928 had I.G. Farben een effectief synthetisch antimalariamiddel gevonden, maar dit had ernstige bijwerkingen. Nog tijdens de Tweede Wereldoorlog werden twee andere synthetische geneesmiddelen ontwikkeld, primaquine en chloroquine. Deze hebben in de strijd tegen malaria een belangrijke rol gespeeld tot in de jaren 1990.
In 1961 werd het Kinabureau opgeheven. In 1959 en 1960 hadden zes Europese kininefabrikanten, waaronder het Nederlandse Nedchem en het Duitse Boehringer, al in stilte een nieuw kartel opgezet, waarin zij de prijzen en de markt verdeelden. Onder meer werd door Nedchem prijsmanipulatie bedreven met de grote kininevoorraden die de V.S. had aangelegd in de Tweede Wereldoorlog en die in de jaren 1961-1964 door Nedchem waren aangekocht. Ook toen nieuwe Europese regels dit soort kartels verboden, werd het voortgezet en niet aangemeld bij de Europese mededingingsautoriteiten. Vooral de Amerikanen waren ontstemd toen dit 'kininekartel' uiteindelijk uitkwam, en een senaatscommissie deed onderzoek. Naar aanleiding daarvan begon de Europese Commissie een eigen onderzoek, dat in 1969 resulteerde in boetes voor de bij het kartel aangesloten bedrijven. Nedchem en Boehringer kregen boetes opgelegd van ongeveer f 600.000, de eerste boetes in een Europese mededingingszaak op grond van de antitrustbepalingen in het Verdrag van Rome.